# 22
 Тази статия е за 22-рата година от новата ера.  За числото 22 вижте 22 (число).  За други значения вижте 22 (пояснение).
22 (двадесет и втора) година е обикновена година, започваща в четвъртък по юлианския календар.

## Събития

### В Римската империя
- Девета година от принципата на Тиберий Юлий Цезар Август (14 – 37 г.).
- Консули на Римската империя са Децим Хатерий Агрипа и Гай Сулпиций Галба.
- Юлий Цезар Друз, син и наследник на император Тиберий, получава трибунска власт (tribunicia potestas).[1]
- Гай Юний Силан е съден по обвинения за злоупотреби и присвояне на пари, докато е бил управител на провинция Азия. Сенатът го осъжда на изгнание и конфискува по-голямата част от имуществото му.[1]
- Марк Емилий Лепид реставрира на свои разноски базилика Емилия.[2]

## Починали
- Юния Терция, видна римлянка
- Гай Атей Капитон, римски юрист (роден 38 г. пр.н.е.)